# Distrito de Cochamal
El distrito de Cochamal es uno de los doce distritos de la Provincia de Rodríguez de Mendoza, ubicado en el Departamento de Amazonas, en el norte del Perú. Limita por el oeste y por el norte con la provincia de Chachapoyas; por el este con el distrito de Longar y; por el sur con el distrito de Limabamba y el distrito de Huambo.
Desde el punto de vista jerárquico de la Iglesia católica forma parte del Diócesis de Chachapoyas.

## Historia
El distrito fue creado el 31 de octubre de 1932 mediante Ley N.º 7626, en el gobierno del Presidente Luis Miguel Sánchez Cerro.

## Geografía
Abarca una superficie  de 199,44 km²  y tiene una población estimada mayor a 500 habitantes. 
Su capital es el centro poblado de Cochamal.

## Atractivos turísticos
Sitio arqueológico CacapucroFue una llacta de la cultura chachapoyas, de 10 ha. Sus puros tiene entre 2 y 5 metros de alto. Dentro hay cavernas que fuero  usadas para enterrar sus difuntos.

## Autoridades

### Municipales
- 2019 - 2022[3]
  - Alcalde: José Fausto López Tuesta, de Sentimiento Amazonense Regional.
  - Regidores:

  1. Gilder Santillán Santillán (Sentimiento Amazonense Regional)
  2. Fermín Culqui Perea (Sentimiento Amazonense Regional)
  3. Jaime Rodríguez Rojas (Sentimiento Amazonense Regional)
  4. Gisela Santillán Arista (Sentimiento Amazonense Regional)
  5. José Flaviano Santillán Salazar (Movimiento Regional Fuerza Amazonense)

Alcaldes anteriores
- 2015 - 2018:[4] José Hugo Santillán Grandez, del movimiento Sentimiento Amazonense Regional.
- 2011 - 2014: Roger Santillán Mestanza, Movimiento Regional Fuerza Amazonense (FA).
- 2007 - 2010: Jorge Nilser Arista Vargas.